# Нільс Неєргард
Нільс Томасіус Неєргард (27 червня 1854 — 2 вересня 1936) — данський історик та політичний діяч, член ліберальної партії Венстре. Обіймав посади Голови Ради з 1908 до 1909 року, Державного міністра та міністра фінансів країни з 1920 до 1924 року. Останньою його посадою в уряді став пост міністра фінансів (14 грудня 1926 — 30 квітня 1929).
Найбільшою історичною працею Неєргарда є Червнева конституція (1892—1916), що дотепер вважається найбільш ґрунтовною працею з данської політичної історії, яку було написано у 1848–1966 роках.